# Puerto Escondido, delstaten Mexiko
Puerto Escondido är en ort i Mexiko, tillhörande kommunen Tlalnepantla de Baz i delstaten Mexiko. Puerto Escondido ligger i den centrala delen av landet och tillhör Mexico Citys storstadsområde. Orten hade 10 717 invånare vid folkräkningen 2010.